# Константин, Марьяна
Марьяна Константин (рум. Mariana Constantin, род. 3 августа 1960, Плоешти, СРР) — румынская спортивная гимнастка.
Серебряная медалистка Олимпийских игр 1976 года в Монреале в командных соревнованиях (в составе команды Социалистической Республики Румынии). Кроме того, с 14-й суммой вышла в финал в личном многоборье, где заняла итоговое 11-е место. С 6-м результатом прошла бы в финал и на брусьях, но у двух других румынских гимнасток, Нади Команечи и Теодоры Унгуряну, результат был ещё лучше.